# Geoagiu
Geoagiu (en húngaro: Algyógy) es una ciudad de Rumania en el distrito de Hunedoara.

## Geografía
Se encuentra a una altitud de 213 m s. n. m. a 372 km de la capital, Bucarest.

## Demografía
Según estimación 2012 contaba con una población de 4 986 habitantes.
| 1948 | 1956 | 1966 | 1977 | 1992 | 2002  | 2012  |
| s/d  | s/d  | s/d  | s/d  | s/d  | 5 984 | 4 986 |